# المسيب بن رافع
المسيب بن رافع الأسدي الكاهلي، أبو العلاء الكوفي الأعمى، والد العلاء بن المسيب. أحد راوة الحديث النبوي من التابعين، مَاتَ سنة 105 هـ.

## سيرته
كان من العُبَّاد، وكان أعمى، ورُوى أَنه كَانَ يخْتم الْقُرْآن فِي كل ثَلَاث ثمَّ يصبح الْيَوْم الَّذِي يخْتم فِيهِ صَائِما. قال عنه شمس الدين الذهبي: «الفقيه الكبير أبو العلاء الأسدي الكاهلي كوفي ثبت». ورُوى أنّ عمر بن هبيرة دعاه ليولّيه القضاء فقال: «ما يسرّني أني وليت القضاء، وأنّ لي سواري مسجدكم هذا ذهبًا».

## روايته للحديث النبوي
- روى عن: الأسود بن يزيد، والبراء بن عازب، وتميم بن طرفه، وجابر بن سمرة، وحارثة بن وهب الخزاعي، وحبيب بن صهبان، وخرشة بن الحر، وذكوان أبي صالح السمان، وسعد بن أبي وقاص، وسواء الخزاعي، وشداد بن معقل، وأبي إياس عامر بن عبدة، وعبد الله بن يزيد الخطمي، وعلقمة بن قيس النخعي، وعلي بن الصلت ويقال: علي بن مدرك، وعنبسة بن أبي سفيان، وقرثع الضبي، وقيس بن أبي حازم، ومحمد بن الحكم الكاهلي، وموسى بن طلحة بن عبيد الله، ووراد كاتب المغيرة بن شعبة، ويسير بن عمرو، وأبي سعيد الخدري، وأبي عبيدة بن عبد الله بن مسعود، وحفصة بنت عمر، وأم حبيبة، والصحيح أن بينه وبينهما رجلا.[2]
- روى عنه: إسحاق بن يحيى بن طلحة بن عبيد الله، وإسماعيل بن أبي خالد، وأنيس بن خالد، وبرد بن أبي زياد، أخو يزيد بن أبي زياد، وحصين بن عبد الرحمن، وسعيد بن مسروق الثوري، وسليمان الأعمش وعاصم بن بهدلة، وعمرو بن ثابت، والعوام بن حوشب، وابنه العلاء بن المسيب، ومنصور بن المعتمر، وأبو إسحاق السبيعي.[2]
- الجرح والتعديل: قال يحيى بن معين: «لم يسمع من أحد من أصحاب النبي ﷺ إلا من البراء بن عازب، وأبي إياس عامر بن عبدة».[2] وذكره ابن حبان في كتاب الثقات. روى له الجماعة.[3]